# Hjemturen
Hjemturen er en dansk kortfilm fra 1967, der er instrueret af Edward Fleming efter manuskript af ham selv og Knud Leif Thomsen.

## Handling
Denne artikel mangler et handlingsreferat. Hjælp os med at skrive det.